# 沱江
沱江（だこう、拼音: tuó jiāng）は、中華人民共和国四川省東部を流れる大きな川で、長江左岸の支流。龍門山脈の最高峰・茶坪山（九頂山、標高4,984m）の南麓に発する3本の河川が成都市付近で合流し、四川盆地を南北に流れる。
沱江は、古くは「江沱」と称され、外江、中江などの呼び名もある。

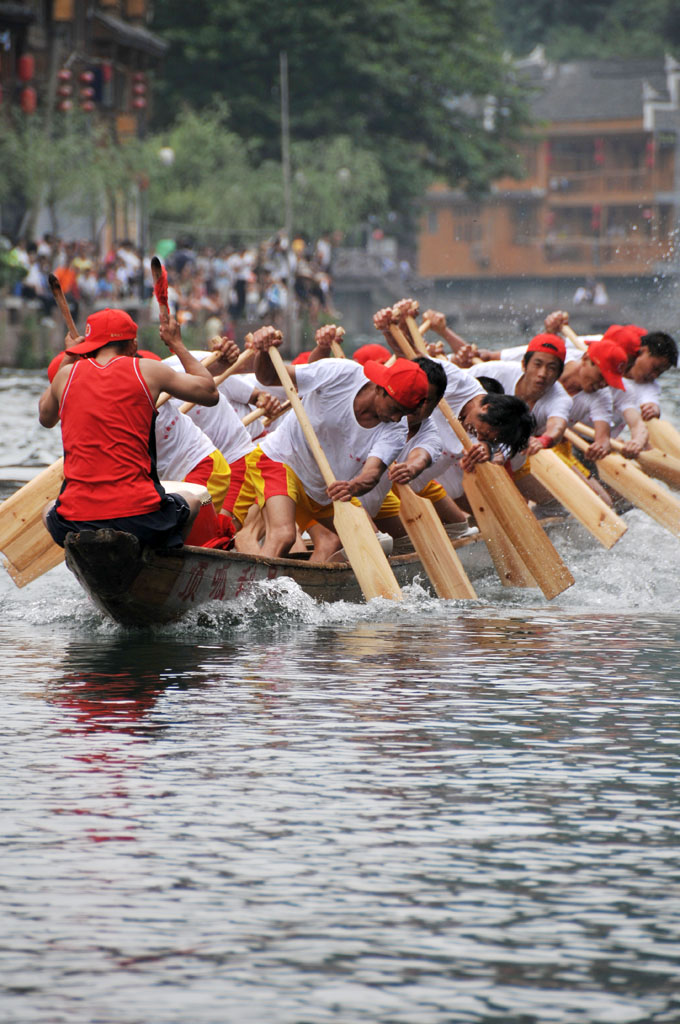
沱江での祝祭（ドラゴンボート）

源流となる川は3つある。東の綿遠河（180km）は、アバ・チベット族チャン族自治州茂県の米茶坪山に発し、南へ流れ綿竹市で四川盆地に出、西南に向きを変えて徳陽市、広漢市を流れる。真ん中の石亭江（141km）は、什邡市と茂県の境の九頂山南麓に発し、什邡市と綿竹市の境界を南に流れ、広漢市を過ぎ、成都市金堂県で綿遠河と合流する。西の湔江（131km）は彭州市北部の茶坪山南麓に発する。これらのうち、東側の綿遠河が沱江の起点とみなされる。3つの川は金堂県の趙家渡で合流し沱江となる。このほか、西に隣接して流れる大河・岷江から分流した柏條河と青白江が金堂県で合流する。
金堂県で合流した後の本流は簡陽市、資陽市、資中県、内江市、富順県を経て、瀘州市で長江に注ぐ。途中の大きな支流には、左岸の瀬渓河、大清流河、陽化河、右岸の威遠河、球渓河がある。
金堂県の趙家渡より北が上流にあたる。うち綿竹市より北は険しい山岳部を通る川で、南は河谷も平坦になる。趙家渡より資中県までが中流で、盆地の中の丘陵地帯を穿つような狭い河谷を走る。資中県以南は下流で川は深くなり蛇行し、幅も300mから500mと広くなる。
沱江流域は四川省でも人口の密集した工業地帯である。沿岸の森林被覆率は低く、土壌流失が大きな問題となっている。また2004年2月には流域の工場で大規模な事故や廃棄物不法投棄が起こり、川が著しく汚染される事件も起こった（沱江特大水汚染事件）。

## 同名の河川
沱江という名の川は四川省の沱江以外にも存在する。
- 湘西沱江：湖南省湘西土家族苗族自治州の鳳凰県を流れる川。洞庭湖の西に入る沅水の支流。→沱江大橋
- 洞庭湖沱江：湖南省岳陽市華容県を流れる華容河の別名。洞庭湖の北東部に流入する。